# アンドロステンジオン
アンドロステンジオン(Androstenedione)は、副腎、性腺で生産される19炭素のステロイドホルモンで、テストステロン、エストロン、エストラジオールのそれぞれの生合成経路の中間生成物である。

## 生合成
一般にアンドロステンジオンは性ホルモンの前駆体である。また、血漿中にも分泌され、末梢組織でテストステロンとエストロゲンに変換される。
アンドロステンジオンはデヒドロエピアンドロステロンもしくは17-ヒドロキシプロゲステロンから変換され、テストステロンやエストロンに変換される。
副腎で生産されたアンドロステンジオンは副腎皮質ホルモンによって制御され、性腺で生産されたアンドロステンジオンはゴナドトロピンによって制御される。閉経前の女性のアンドロステンジオンの全生産量は約3mg/dayで、副腎と卵巣からそれぞれ半量ずつ生産される。更年期になると、卵巣から分泌されるステロイドは減少し、アンドロステンジオンの生産量は約半分になる。それでも、アンドロステンジオンは閉経後の卵巣で生産される重要なステロイドである。

## サプリメントとしてのアンドロステンジオン
アンドロステンジオンはアメリカでサプリメントとして製造され、アンドロまたはアンドロスと呼ばれていた。アンドロは1990年代まではメジャーリーグで使用されていた。しかし、アンドロがどのくらいパフォーマンスを向上させていたかは知られていない。現在、サプリメントは世界アンチ・ドーピング機構によって禁止されている。ゆえにオリンピックでも使用することはできない。
2004年4月11日には、アメリカ食品医薬品局がアンドロの販売を禁止している。

### エストロンへの転換
アンドロステンジオンはエストロゲンにも変換されるため、このサプリメントを服用している人はエストロゲンによる副作用が起こる可能性がある。たとえば、男性の女性化乳房（胸組織の形成）があり得る。

### 畜産業
畜産業での使用例として、牛、豚に皮下注射で血管内投与することで体重の増加約10パーセントと、成長速度の加速が見込まれる。また、二週間程度で生体分解される。